# Rafael López Rienda
Rafael López Rienda (Granada, 9 de mayo de 1897-Madrid, 16 de septiembre de 1928) fue un director de cine, productor de cine, periodista, corresponsal de guerra y escritor español.

## Biografía

### Carrera profesional como periodista
En 1919 ya era redactor en el diario El Sol. En 1920 fundó su propio periódico diario, Diario Marroquí de Larache en el Marruecos español. Fue director de El Eco de Tetuán y colaborador de El Telegrama del Rif, La Voz, La Época, El Defensor de Granada, La Nación y de revistas como La Unión Mercantil, La Esfera y Nuevo Mundo.

### Como escritor
Quedó huérfano a los dieciséis años de edad y se alistó voluntario en la caballería de Larache (Marruecos español). Esa experiencia le motivó como escritor de aventuras. Tras la publicación de su libro El escándalo del millón de Larache, en 1922, abandonó el ejército y se dedicó de lleno a su trabajo como escritor de novelas y libros históricos:
- Frente al fracaso. Raisuni. De Silvestre a Burguete.[1]
- El escándalo del millón de Larache. Datos, antecedentes y derivaciones de las inmoralidades en Marruecos (1922).[1][2]
- Marruecos.
- Abd-El-Krim contra Francia.
- Juan León, sobre la vida de Juan Jesús León, poeta y escritor granadino.
- Águilas de acero.
- Luna en el desierto.
- Los héroes de la Legión.
- Cristina vuelve.

### Su carrera en el cine
En 1922 colaboró en el guion de Alma rifeña, dirigida por José Buchs. Tras ello, dirigió y produjo varias películas como Águilas de acero o los misterios de Tánger (1926), basada en una novela suya; Jacobito castigador (1927), de la que fue guionista, director y productor; Los héroes de la Legión (1927), igualmente guionista, director y productor.

## Premios
En 1923 recibió la gran cruz de la Orden de Isabel la Católica por su labor como corresponsal de guerra para el diario El Sol.